# Effie Hotchkiss
Effie Hotchkiss (Brooklyn, New York 1894 - 1966) y su madre Avis  son consideradas pioneras en el motociclismo y las primeras mujeres en realizar un viaje de costa a costa de los Estados Unidos de América.

## Viaje
El viaje, se inició en 1915, y recorrió desde New York a San Francisco y de regreso en un recorrido total de más de 14.000 km en una motocicleta Harley-Davidson.
Luego de abandonar su trabajo en Wall Street y cobrar una herencia, Effie se compró la motocicleta para emprender la aventura, el cual no contó con el apoyo de su familia. Su madre Avis no contenta que la hija hiciera semejante viaje decidió acompañarla. Para ello se tuvo que acoplada un sidecar a la motocicleta que llamaron "la bañera".
La aventura del viaje se fue popularizando y el público esperaba ver su paso por los diferentes lugares que fue recorriendo. El viaje no fue nada sencillo ya que la infraestructura no estaba desarrollada en la época y tuvieron que pasar por infinidad de dificultades para concretar el sueño.
El viaje inicio en Nueva York y atravesó Illinois, Kansas, Colorado, Nuevo México y Arizona hasta llegar entrado el verano del año 1915 a San Francisco (California).
La popularidad de las aventureras se había hecho notar y decidieron regresar a Nueva York pero esta vez por la recién construida Autopista Lincoln pasando por Milwaukee invitadas por la fábrica Harley Davison y reconocidas como auténticas embajadoras de la marca.

## Vida Posterior
Luego de finalizado el viaje Effie regresó a su trabajo en Wall Street y al poco tiempo se casó con un hombre de Oregón el cual conoció en su ruta, tuvo un hijo. 
Finalmente falleció en 1966 sin haber realizado otro viaje tan largo como el que la hizo conocida.

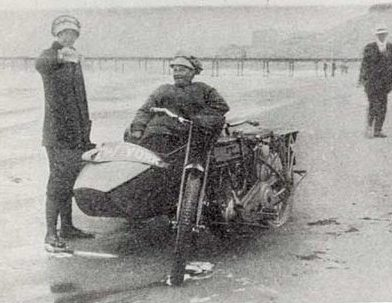
Sobre el Océano Pacífico, 1915